# Ciutat de Zhengzhou Shang
La ciutat de Zhengzhou Shang (en xinés: 郑州商城; en pinyin: Zhèngzhōu Shāngchéng) és un jaciment arqueològic de Zhengzhou, a la província xinesa d'Henan. A partir de les dades del sòl i les parets, s'ha calculat que es va construir fa uns 3.570 anys, durant els inicis de la dinastia Shang. Aquesta recerca és de gran importància per a comprendre la història d'aquesta dinastia.

## Excavacions
L'arqueòleg Han Weizhou va descobrir el jaciment al 1950. A la primavera del 1951, un grup d'arqueòlegs de l'Institut d'Arqueologia de l'Acadèmia Xinesa de les Ciències investigà a Zhengzhou. Van recollir alguns espècimens i confirmaren que pertanyien a la dinastia Shang, més antics que els de la ciutat Shang de Yin Xu d'Anyang.
La ciutat de Zhengzhou Shang és un enclavament pertanyent a la Cultura d'Erligang. Aquesta és una àrea situada fora de les muralles gegants de l'antiga ciutat. A partir del 1952, començaren les primeres excavacions arqueològiques a Erligang. També es va explorar la zona est de Luoyang. El 1954, l'arqueòleg An Jinhuai i el seu personal feren una excavació a gran escala en aquesta àrea. El 1955, es va identificar i datar que el lloc de les muralles de la ciutat pertanyia a la dinastia Shang. La sala d'estar de les famílies reials es trobà a la part nord-est de la ciutat de Shang. L'excavació es va detenir durant l'època de la Revolució Cultural.
El 1971, An Jinhuai va reorganitzar el grup arqueològic per a continuar amb les excavacions quan pogués tornar a Zhengzhou. El 1973, trobaren ruïnes de molts edificis fets de tàpia que va resultar ser la zona del palau. Els arqueòlegs van trobar molts altres jaciments en aquesta àrea. Les excavacions són difícils perquè la ciutat moderna cobreix la major part de la ciutat antiga.

## Disseny
La ciutat tenia forma rectangular; el perímetre de les muralles de la ciutat és de 6.960 m amb 11 buits que en podrien ser les portes. La muralla de la ciutat nord tenia uns 1.690 m. L'oest tenia uns 1.870 m, i el sud i l'est tenien 1.700 metres. L'ample de la base del mur era d'uns 20 m. L'ample superior era de més de 5 m i podria ser d'uns 10 m quan es va construir. Els palaus estaven situats al nord-est de la ciutat, i a dins n'hi havia instal·lacions per a emmagatzemar aigua fetes de pedra. També n'hi havia alguns edificis petits, que sembla que eren els llocs on vivien els esclaus. També es trobà la zona de vida dels civils dins la ciutat. Hi havia terra agrícola, i això era una característica de les primeres ciutats. Fora de la ciutat, hi havia un espai dedicat a tallers d'artesania.

## Galeria

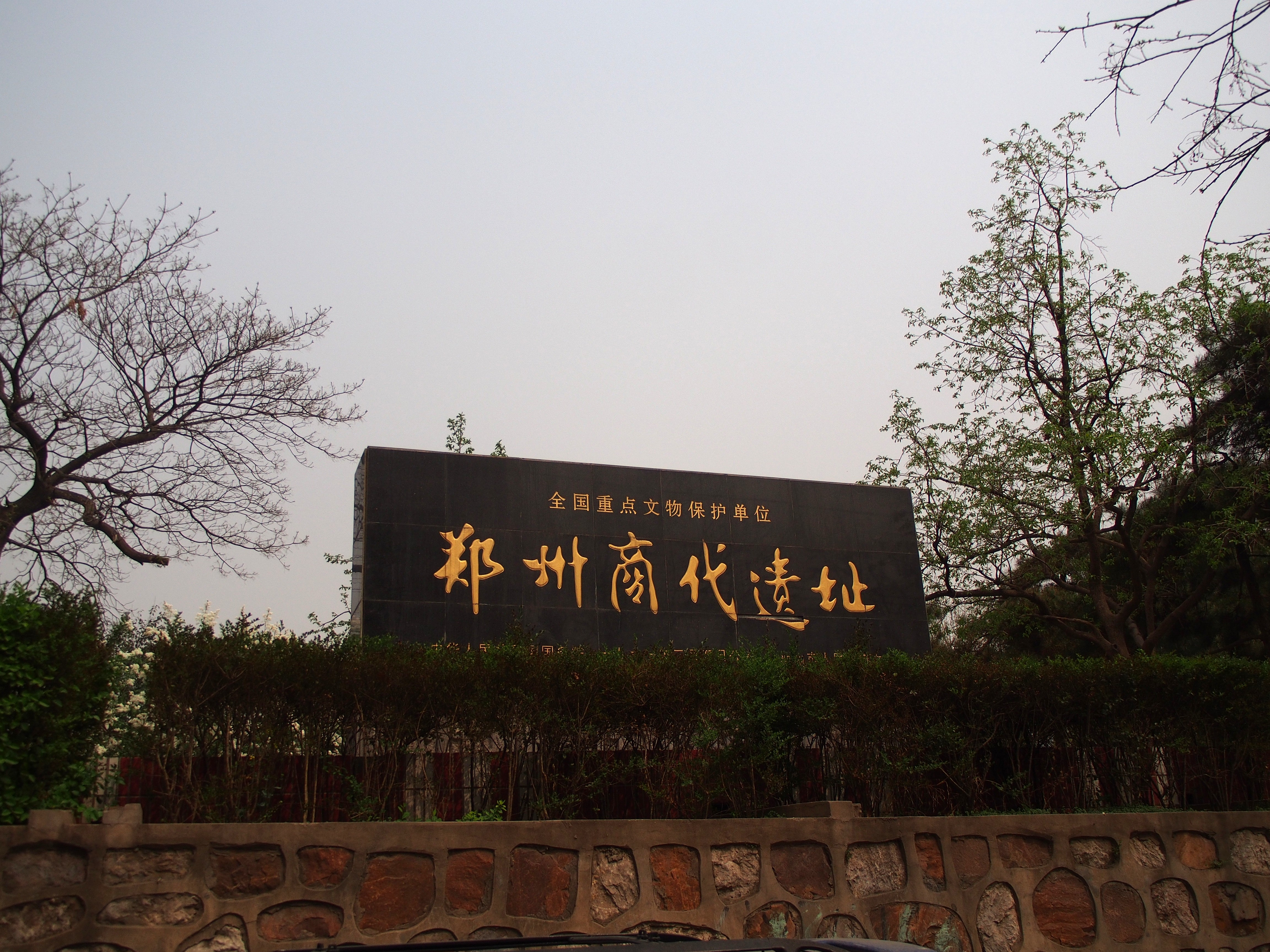
Ruïnes de la dinastia Shang de Zhengzhou
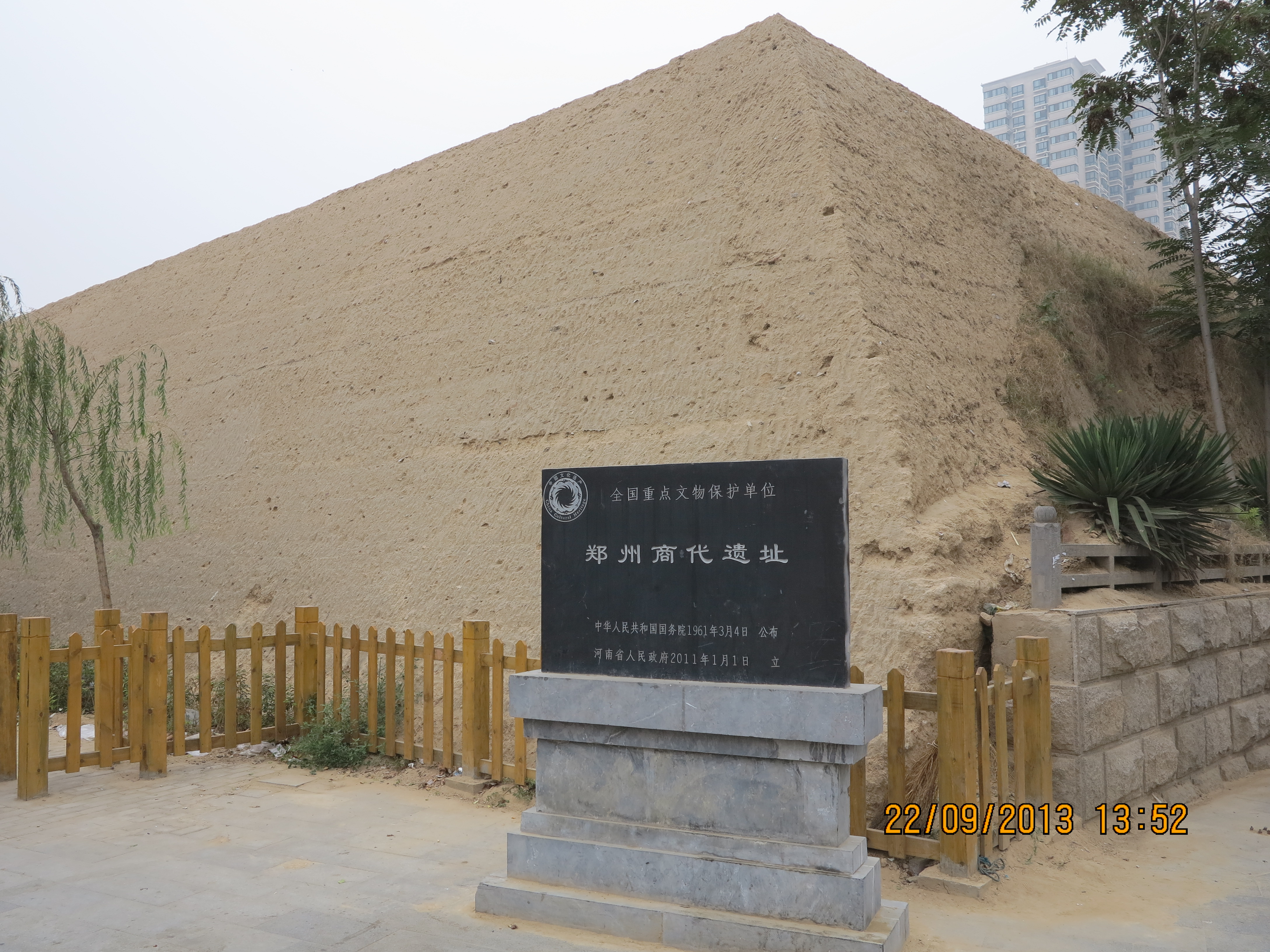
Ruïnes de Zhengzhou Shang
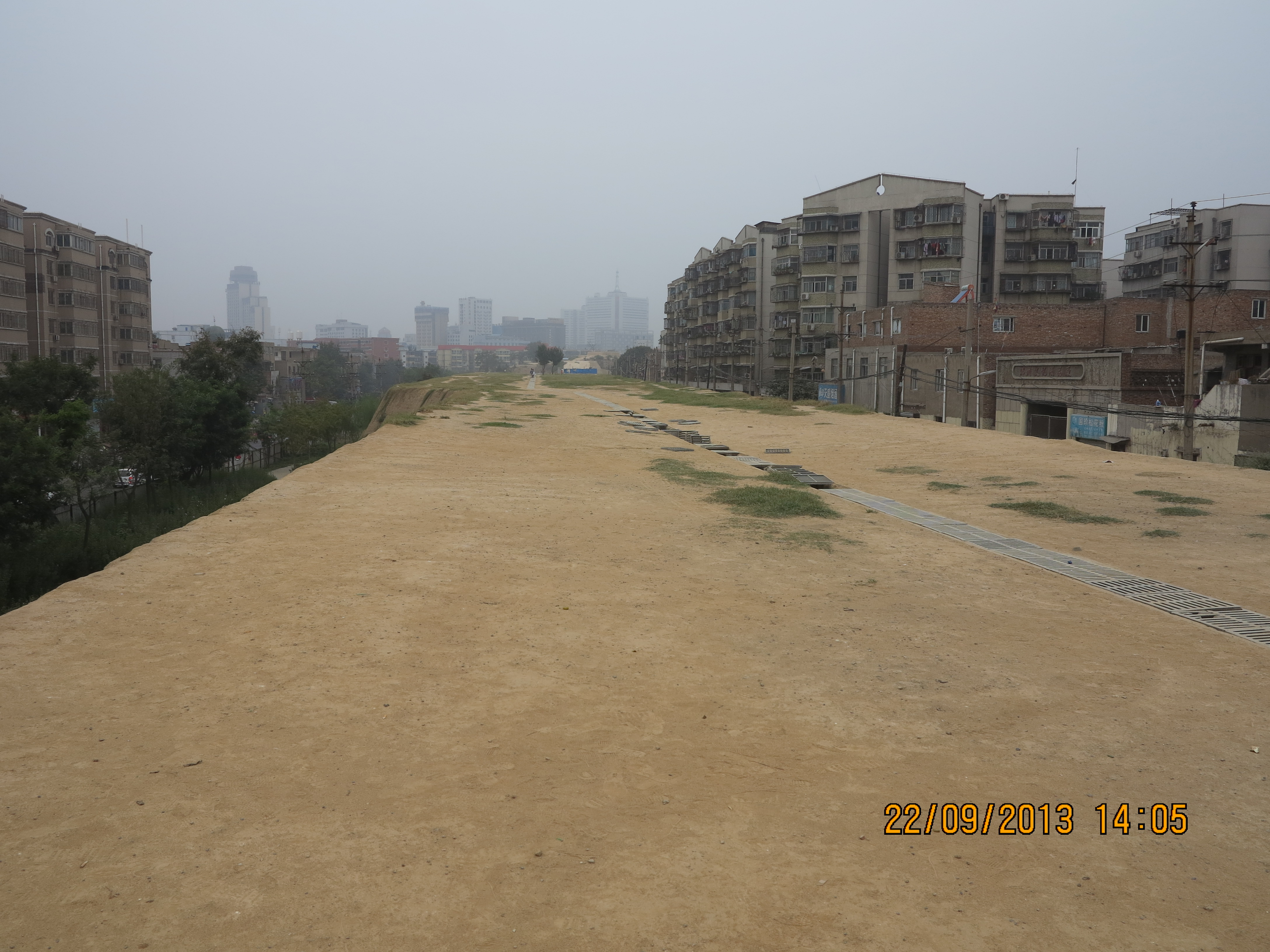
Ruïnes de Zhengzhou Shang
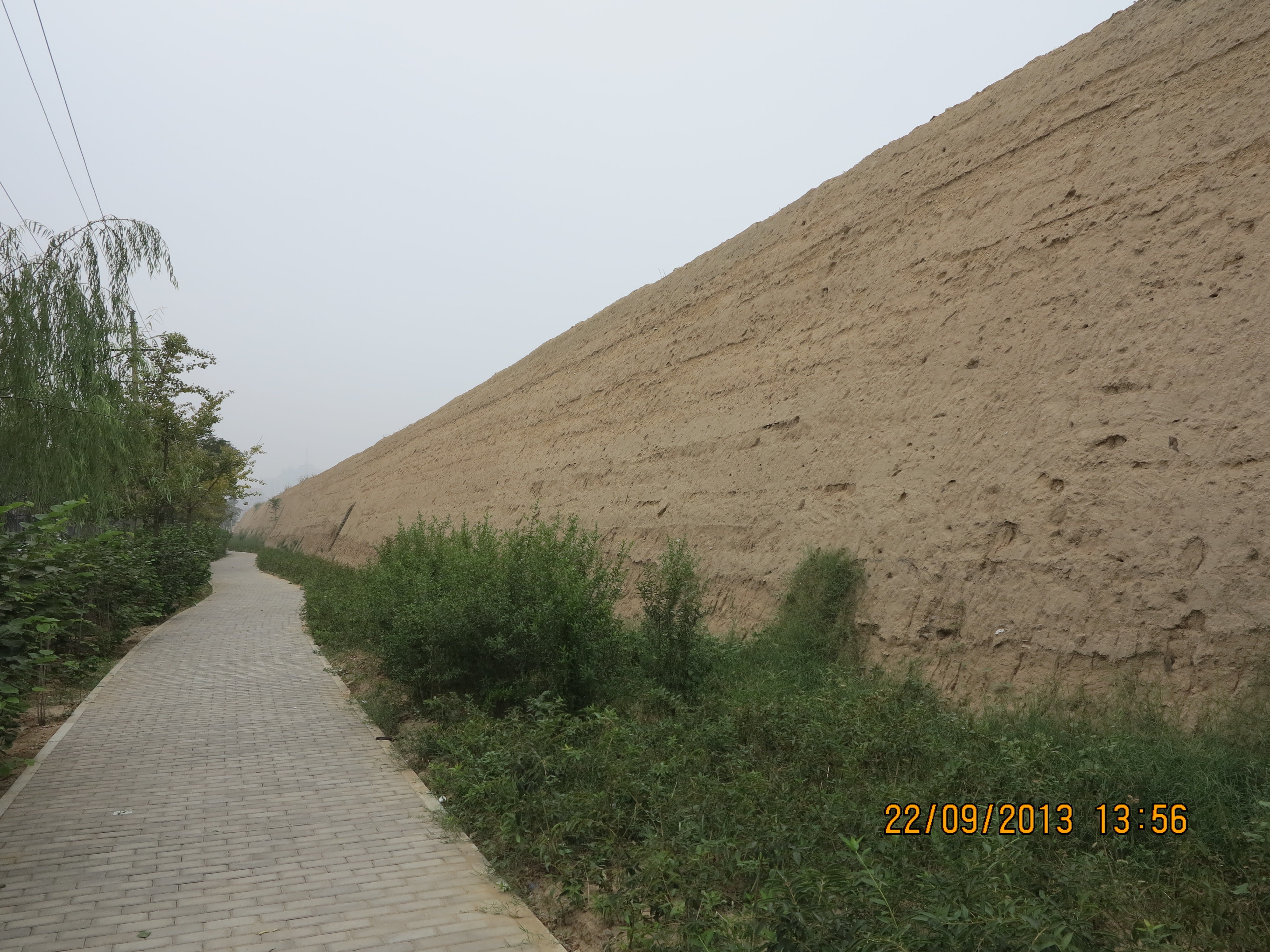
Ruïnes de Zhengzhou Shang
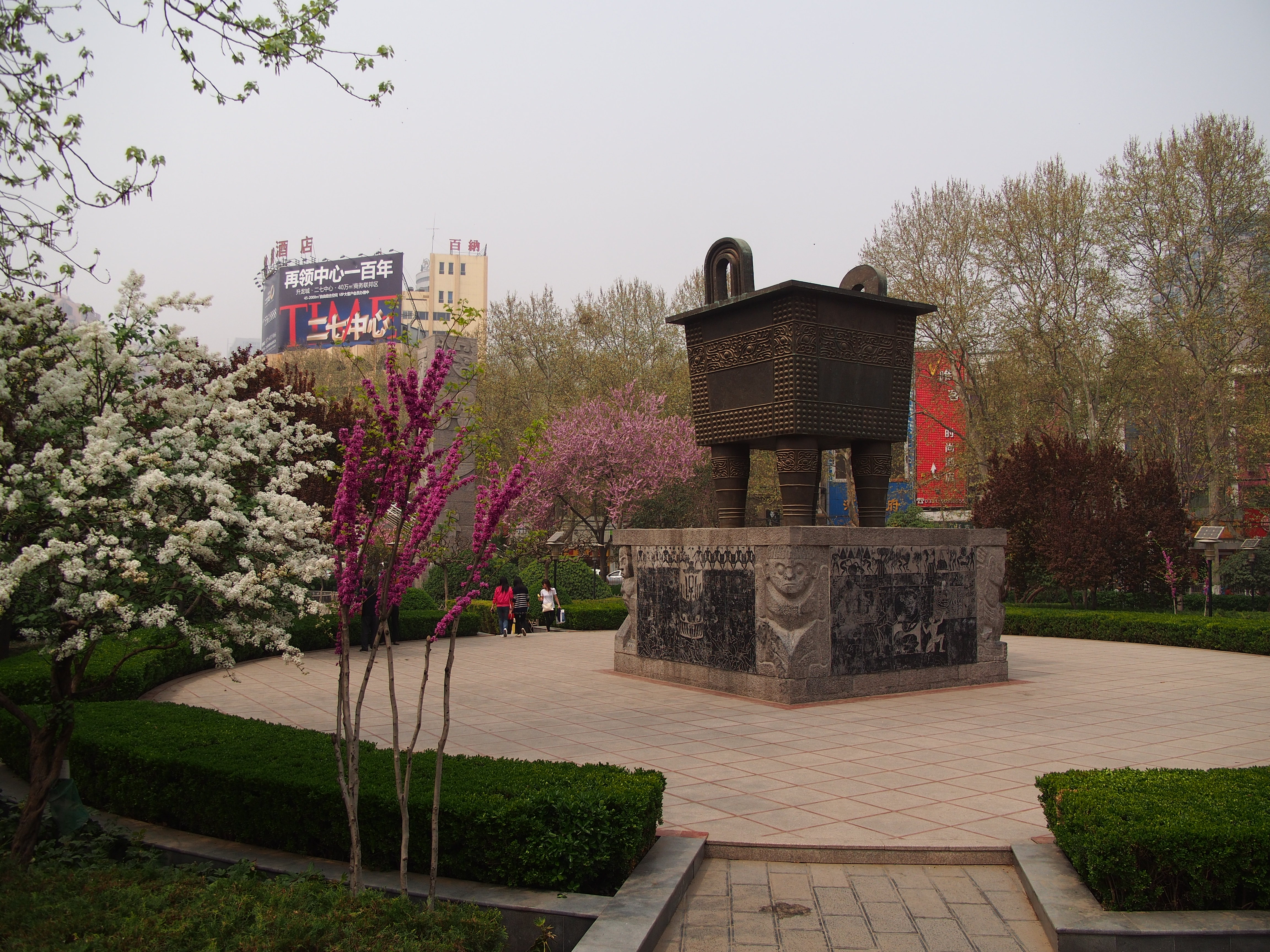
Parc de les ruïnes de la dinastia Shang